# Херцогство Олденбург
Вижте пояснителната страница за други значения на Олденбург.
Херцогството Олденбург (на немски: Herzogtum Oldenburg) е територия на Свещената Римска империя от 1774 до 1810 г.

## История
През 1774 г. управляваното от датски щатхалтери Графство Олденбург е издигнато от император Йозеф II на имперско графство и веднага се нарича Херцогство Олденбург. Столица е град Олденбург и се управлява от фамилията Дом Олденбург.
Първият херцог е Фридрих Август I фон Шлезвиг-Холщайн-Готорп от 1773 до 1785 г. Той е последван от племенника му Петер I, който е през 1785 – 1810 г. принц-регент на херцогството, заради французите емигрира през 1811 г. в Русия, където синът му Георг фон Олденбург е женен от 3 август 1809 г. за братовчедката му руската царска дъщеря Екатерина Павловна, сестра на цар Александър I. През 1823 – 1829 г. той става велик херцог на Олденбург.
През 1806 г. херцогството е окупирано от Нидерландия. През 1810 – 1813 г. херцогството е към Франция. През 1815 г. държавата е създадена отново като Велико херцогство Олденбург, в което Херцогството Олденбург е основната територия.